# Tale e quale show - Il torneo (sesta edizione)
La sesta edizione del talent show Tale e quale show - Il torneo (spin-off di Tale e quale show) è andata in onda dal 17 novembre al 1º dicembre 2017 su Rai 1 per tre puntate in prima serata sempre con la conduzione di Carlo Conti.
L'edizione è stata vinta da Marco Carta.

## Il programma
Questo spin-off prevede una gara fra dodici VIP, i primi tre classificati della Categoria Uomini e le prime tre classificate della Categoria Donne della settima edizione del programma e i primi tre classificati della Categoria Uomini e tre tra le prime classificate della Categoria Donne della sesta edizione del programma, impegnati nell'imitazione di personaggi celebri del mondo della canzone, attraverso la reinterpretazione dei brani di questi ultimi dal vivo. Al termine della serata vengono sottoposti al giudizio di una giuria. Ogni giurato dichiara i suoi voti per ciascun concorrente al termine della puntata, assegnando da cinque a sedici punti. Inoltre, ciascun concorrente in gara deve dare cinque punti ad uno dei concorrenti, o a se stesso, che si sommano a quelli assegnati dalla giuria, determinando così la classifica della puntata. Ogni settimana si riparte poi dai punti accumulati dai concorrenti nelle puntate precedenti, arrivando poi al vincitore assoluto del programma, decretato all'ultima puntata attraverso una classifica che tiene conto per il 60% del televoto e per il restante 40% della somma dei punti accumulati dai concorrenti nelle tre puntate.

## Cast

### Concorrenti

#### Uomini
| Concorrente        | Edizione di provenienza | Posizione |
| ------------------ | ----------------------- | --------- |
| Tullio Solenghi    | 6ª edizione             | 2º posto  |
| Davide Merlini     | 6ª edizione             | 3º posto  |
| Manlio Dovì        | 6ª edizione             | 5º posto  |
| Marco Carta        | 7ª edizione             | 1º posto  |
| Filippo Bisciglia  | 7ª edizione             | 3º posto  |
| Federico Angelucci | 7ª edizione             | 4º posto  |

#### Donne
| Concorrente       | Edizione di provenienza | Posizione |
| ----------------- | ----------------------- | --------- |
| Silvia Mezzanotte | 6ª edizione             | 1º posto  |
| Lorenza Mario     | 6ª edizione             | 7º posto  |
| Bianca Atzei      | 6ª edizione             | 8º posto  |
| Annalisa Minetti  | 7ª edizione             | 2º posto  |
| Alessia Macari    | 7ª edizione             | 7º posto  |
| Valeria Altobelli | 7ª edizione             | 8º posto  |

#### Fuori gara
- Gabriele Cirilli

### Giudici
La giuria è composta da:
- Loretta Goggi
- Christian De Sica
- Enrico Montesano

#### Quarto giudice
Anche in questo torneo la giuria viene affiancata dalla presenza di un quarto giudice a rotazione, che partecipa al voto delle esibizioni e stila una propria classifica. Nella tabella sottostante sono riportati i personaggi che hanno ricoperto di volta in volta il suddetto ruolo.
| Puntata | Messa in onda    | Quarto giudice     |
| 1       | 17 novembre 2017 | Maria De Filippi   |
| 2       | 24 novembre 2017 | Massimo Ranieri    |
| 3       | 1º dicembre 2017 | Giorgio Panariello |

### Coach
Coach dei concorrenti sono:
- Maria Grazia Fontana: vocal coach
- Pinuccio Pirazzoli: maestro d'orchestra
- Emanuela Aureli: imitatrice
- Fabrizio Mainini: coreografo
- Daniela Loi: vocal coach
- Silvio Pozzoli: vocal coach

## Puntate

### Prima puntata
La prima puntata è andata in onda il 17 novembre 2017 ed è stata vinta da Lorenza Mario che ha interpretato Dionne Warwick in I Say a Little Prayer.
| Ordine | Canzone e cantante imitato                                              | Concorrente        | Punteggio | Montesano | Goggi | De Sica | De Filippi | Concorrenti |
| ------ | ----------------------------------------------------------------------- | ------------------ | --------- | --------- | ----- | ------- | ---------- | ----------- |
| 8      | I Say a Little Prayer - Dionne Warwick                                  | Lorenza Mario      | 75        | 15        | 14    | 15      | 16         | 15          |
| 2      | Rolling in the Deep - Adele                                             | Silvia Mezzanotte  | 65        | 13        | 13    | 14      | 15         | 10          |
| 7      | Onda su onda - Bruno Lauzi                                              | Tullio Solenghi    | 65        | 12        | 16    | 13      | 14         | 10          |
| 10     | Kiss - Prince                                                           | Federico Angelucci | 63        | 14        | 15    | 16      | 13         | 5           |
| 9      | Non è l'inferno - Emma                                                  | Bianca Atzei       | 48        | 7         | 11    | 11      | 9          | 10          |
| 12     | When a Man Loves a Woman - Michael Bolton                               | Marco Carta        | 47        | 11        | 12    | 12      | 12         | -           |
| 5      | La cura - Franco Battiato                                               | Valeria Altobelli  | 42        | 16        | 7     | 8       | 11         | -           |
| 1      | La canzone dei puffi, Occhi di gatto e Kiss Me Licia - Cristina D'Avena | Annalisa Minetti   | 37        | 9         | 9     | 9       | 10         | -           |
| 3      | Come mai - Max Pezzali                                                  | Filippo Bisciglia  | 34        | 6         | 10    | 10      | 8          | -           |
| 6      | Tappeto di fragole - Kekko dei Modà                                     | Davide Merlini     | 32        | 8         | 8     | 5       | 6          | 5           |
| 11     | Anna e Marco - Lucio Dalla                                              | Manlio Dovì        | 30        | 10        | 6     | 7       | 7          | -           |
| 4      | La Isla Bonita - Madonna                                                | Alessia Macari     | 26        | 5         | 5     | 6       | 5          | 5           |

- Quarto giudice: Maria De Filippi
- Ospite: Massimo Lopez
- Mission Impossible: Gabriele Cirilli ha interpretato Michele Grandolfo nella canzone Il torero Camomillo dello Zecchino d'Oro 1968.

### Seconda puntata
La seconda puntata è andata in onda il 24 novembre 2017 ed è stata vinta da Davide Merlini che ha interpretato Massimo Ranieri in Se bruciasse la città.
| Ordine | Canzone e cantante imitato                         | Concorrente        | Punteggio | Montesano | Goggi | De Sica | Ranieri | Concorrenti |
| ------ | -------------------------------------------------- | ------------------ | --------- | --------- | ----- | ------- | ------- | ----------- |
| 7      | Se bruciasse la città - Massimo Ranieri            | Davide Merlini     | 70        | 16        | 15    | 15      | 14      | 10          |
| 4      | Se tu non torni - Miguel Bosé                      | Marco Carta        | 57        | 9         | 16    | 16      | 11      | 5           |
| 6      | Fiore di maggio - Fabio Concato                    | Tullio Solenghi    | 57        | 13        | 14    | 14      | 16      | -           |
| 11     | Mistero - Enrico Ruggeri                           | Filippo Bisciglia  | 56        | 11        | 13    | 12      | 15      | 5           |
| 3      | Starman - David Bowie                              | Federico Angelucci | 54        | 12        | 12    | 13      | 12      | 5           |
| 5      | Dov'è l'amore - Cher                               | Valeria Altobelli  | 52        | 15        | 10    | 9       | 13      | 5           |
| 12     | L'amore si odia - Noemi                            | Bianca Atzei       | 47        | 8         | 11    | 10      | 8       | 10          |
| 9      | Gente come noi - Ivana Spagna                      | Silvia Mezzanotte  | 40        | 5         | 9     | 11      | 10      | 5           |
| 1      | Tu vuò fà l'americano - Renato Carosone            | Manlio Dovì        | 38        | 14        | 7     | 8       | 9       | -           |
| 8      | True Colors - Cyndi Lauper                         | Annalisa Minetti   | 36        | 10        | 8     | 7       | 6       | 5           |
| 2      | Tanti auguri - Raffaella Carrà                     | Alessia Macari     | 35        | 6         | 6     | 6       | 7       | 10          |
| 10     | Diamonds Are a Girl's Best Friend - Marilyn Monroe | Lorenza Mario      | 22        | 7         | 5     | 5       | 5       | -           |

- Quarto giudice: Massimo Ranieri
- Mission Impossible: Gabriele Cirilli ha interpretato il personaggio di Aladdin del film d'animazione Aladdin.

### Terza puntata
La terza puntata è andata in onda il 1º dicembre 2017 ed è stata vinta da Valeria Altobelli che ha interpretato Loredana Bertè in Sei bellissima. Questa puntata ha inoltre decretato Marco Carta vincitore del torneo.
| Ordine | Canzone e cantante imitato                      | Concorrente        | Punteggio | Montesano | Goggi | De Sica | Panariello | Concorrenti |
| ------ | ----------------------------------------------- | ------------------ | --------- | --------- | ----- | ------- | ---------- | ----------- |
| 7      | Sei bellissima - Loredana Bertè                 | Valeria Altobelli  | 67        | 16        | 16    | 14      | 16         | 5           |
| 5      | Ancora - Eduardo De Crescenzo                   | Federico Angelucci | 65        | 15        | 14    | 16      | 15         | 5           |
| 9      | Immobile - Alessandra Amoroso                   | Annalisa Minetti   | 62        | 14        | 11    | 11      | 11         | 15          |
| 3      | Ogni volta - Vasco Rossi                        | Filippo Bisciglia  | 60        | 11        | 15    | 15      | 14         | 5           |
| 2      | Il paradiso - Patty Pravo                       | Bianca Atzei       | 50        | 12        | 12    | 13      | 13         | -           |
| 12     | Io canto - Laura Pausini                        | Silvia Mezzanotte  | 43        | 13        | 6     | 7       | 12         | 5           |
| 4      | Fame - Irene Cara                               | Alessia Macari     | 43        | 8         | 10    | 12      | 8          | 5           |
| 10     | Tristezza (Per favore vai via) - Ornella Vanoni | Lorenza Mario      | 39        | 5         | 8     | 10      | 6          | 10          |
| 11     | L'immensità - Johnny Dorelli                    | Manlio Dovì        | 37        | 9         | 7     | 6       | 10         | 5           |
| 6      | Nonnetta e Ma 'ndo vai? - Alberto Sordi         | Tullio Solenghi    | 34        | 7         | 9     | 9       | 9          | -           |
| 8      | I Don't Want to Miss a Thing - Steven Tyler     | Marco Carta        | 34        | 6         | 13    | 8       | 7          | -           |
| 1      | Ti amo - Umberto Tozzi                          | Davide Merlini     | 30        | 10        | 5     | 5       | 5          | 5           |

- Quarto giudice: Giorgio Panariello
- Nota: in quest'ultima puntata Gabriele Cirilli, anziché cimentarsi nuovamente nell'interpretazione di un personaggio dei cartoni animati, ha fatto una riflessione sotto forma di monologo comico sulla sua esperienza vissuta all'interno del programma durante questi anni, interpretando alla fine alcuni tra i suoi numerosi personaggi ripresi da tutte le edizioni.

## Cinque punti dei concorrenti
| Puntata | Altobelli  | Angelucci  | Atzei     | Bisciglia | Carta   | Dovì      | Macari    | Mario      | Merlini    | Mezzanotte | Minetti | Solenghi |
| ------- | ---------- | ---------- | --------- | --------- | ------- | --------- | --------- | ---------- | ---------- | ---------- | ------- | -------- |
| 1       | Mezzanotte | Atzei      | Angelucci | Atzei     | Mario   | Solenghi  | Mario     | Solenghi   | Mezzanotte | Merlini    | Macari  | Mario    |
| 2       | Angelucci  | Mezzanotte | Macari    | Merlini   | Minetti | Macari    | Atzei     | Carta      | Bisciglia  | Altobelli  | Atzei   | Merlini  |
| 3       | Merlini    | Dovì       | Minetti   | Macari    | Minetti | Angelucci | Bisciglia | Mezzanotte | Altobelli  | Mario      | Mario   | Minetti  |

## Classifiche

### Classifica generale
| Posizione | Concorrente        | Punti |
| --------- | ------------------ | ----- |
| 1         | Federico Angelucci | 182   |
| 2         | Valeria Altobelli  | 161   |
| 3         | Tullio Solenghi    | 156   |
| 4         | Filippo Bisciglia  | 150   |
| 5         | Silvia Mezzanotte  | 148   |
| 6         | Bianca Atzei       | 145   |
| 7         | Marco Carta        | 138   |
| 8         | Lorenza Mario      | 136   |
| 9         | Annalisa Minetti   | 135   |
| 10        | Davide Merlini     | 132   |
| 11        | Manlio Dovì        | 105   |
| 12        | Alessia Macari     | 104   |

### Classifica finale
Il risultato della classifica generale, decretato dalla giuria, è stato trasformato in percentuale (con peso del 40%) ed è stato sommato al risultato del televoto (aperto durante l'ultima puntata), anch'esso trasformato in percentuale (con peso del 60%), per determinare la classifica finale.
| Posizione | Concorrente        | Giuria | Televoto | Finale |
| --------- | ------------------ | ------ | -------- | ------ |
| 1         | Marco Carta        | 8,16%  | 35,99%   | 24,86% |
| 2         | Federico Angelucci | 10,76% | 22,45%   | 17,77% |
| 3         | Filippo Bisciglia  | 8,87%  | 12,38%   | 10,97% |
| 4         | Valeria Altobelli  | 9,52%  | 7,06%    | 8,04%  |
| 5         | Annalisa Minetti   | 7,98%  | 4,59%    | 5,94%  |
| 6         | Davide Merlini     | 7,80%  | 4,50%    | 5,82%  |
| 7         | Tullio Solenghi    | 9,22%  | 3,33%    | 5,69%  |
| 8         | Bianca Atzei       | 8,57%  | 3,53%    | 5,55%  |
| 9         | Silvia Mezzanotte  | 8,75%  | 1,36%    | 4,31%  |
| 10        | Alessia Macari     | 6,15%  | 2,64%    | 4,04%  |
| 11        | Lorenza Mario      | 8,04%  | 0,83%    | 3,71%  |
| 12        | Manlio Dovì        | 6,21%  | 1,33%    | 3,28%  |

## Le "Mission Impossible" di Gabriele Cirilli
Gabriele Cirilli, partecipante alle prime due edizioni del programma, al torneo dei campioni e fuori gara, in quest'edizione interpreta per ogni puntata i personaggi dei cartoni animati, film d'animazione e serie cinematografiche più amate da tutti, specialmente dal pubblico dei bambini.
| Puntata | Esibizione                              | Note |
| ------- | --------------------------------------- | --- |
| 1       | Michele Grandolfo - Il torero Camomillo | Gabriele Cirilli si è esibito interpretando dal vivo Michele Grandolfo, mentre le interpretazioni di alcuni bambini dello Zecchino d'Oro sono state registrate precedentemente e mandate in onda in contemporanea. |
| 2       | Aladdin - Il mondo è mio                | Gabriele Cirilli si è esibito interpretando il personaggio di Aladdin del film d'animazione Aladdin, cantando la canzone originariamente interpretata da Vincent Thoma. |
| 3       | -                                       | Nell'ultima puntata del torneo Gabriele Cirilli, anziché cimentarsi nuovamente nell'interpretazione di un personaggio dei cartoni animati, ha fatto una riflessione sotto forma di monologo comico sulla sua esperienza vissuta all'interno del programma durante questi anni, interpretando alla fine alcuni tra i numerosi personaggi ripresi da tutte le edizioni. |

## Tale e quale pop
Come nella precedente edizione, in ogni puntata vi è un piccolo spazio dedicato alla messa in onda di alcuni tra i video inviati dai telespettatori alla redazione del programma, nei quali si cimentano nell'imitazione canora di un personaggio del panorama musicale italiano o estero. Il protagonista del miglior video, a giudizio degli autori, è stato invitato negli studi di Tale e quale show per essere sottoposto ad una trasformazione completa nel personaggio imitato, documentata da una registrazione video pubblicata sul sito web del programma, per poi esibirsi dal vivo durante l'ultima puntata. La vincitrice è stata Chiara Russo che ha interpretato Anastacia in I'm Outta Love.

## Ascolti
| Puntata | Messa in onda    | Telespettatori | Share  |
| ------- | ---------------- | -------------- | ------ |
| 1       | 17 novembre 2017 | 5 051 000      | 23,26% |
| 2       | 24 novembre 2017 | 4 698 000      | 22,00% |
| 3       | 1º dicembre 2017 | 4 858 000      | 23,00% |
| Media   | Media            | 4 869 000      | 22,75% |